# Utlenianie fotosensybilizowane
Utlenianie fotosensybilizowane, fotooksydacja – proces przeniesienia elektronu (typ I) lub energii (typ II) z cząsteczki barwnika absorbującego (fotosensybilizator) promieniowanie widzialne, ultrafioletowe lub bliską podczerwień, na inną cząsteczkę chemiczną. W typie I dochodzi do utlenienia donora wzbudzony stan trypletowy elektronu przez fotosensybilizatora lub utlenienia samego fotosensybilizatora. Bezpośrednio po absorpcji fotonu fotosensybilizator przechodzi do stanu wzbudzonego singletowego, jeśli jednak nie odda energii i nie powróci do stanu podstawowego może przejść w bardziej trwały stan trypletowy. Co wiąże się z dużym prawdopodobieństwem udziału w reakcji utleniania fotosensybilizowanego. 
Utlenianie fotosensybilizowane jest przyczyną powstawania w organizmach żywych reaktywnych form tlenu będących przyczyną stresu oksydacyjnego i uszkodzenia związków chemicznych obecnych w komórach.
W roślinach, posiadających chlorofile mogące spełniać rolę fotosensybilizatora proces fotooksydacji może prowadzić do uszkodzenia błon poprzez utlenienie lipidów chloroplastowych. Aby zapobiec przekazywaniu energii stanu trypletowego na inne cząsteczki rośliny wykształciły systemy antenowe w których posiadają zarówno cząsteczki chlorofilu jak i karotenoidów. Jeśli stan wzbudzenia chlorofilu nie może być przekazany do centrum reakcji fotoukładu i chlorofil przejdzie w stan trypletowy jego energię przejmują karotenoidy i rozpraszają ja w postaci ciepła co chroni chloroplast przed fotooksydacją.